# Virgílio de Pauli
Virgílio de Pauli (* 28. Mai 1923 in Araraquara, São Paulo, Brasilien; † 21. Februar 1999) war ein brasilianischer Geistlicher und römisch-katholischer Bischof von Campo Mourão.

## Leben
Virgílio de Pauli empfing am 8. Dezember 1950 durch Bischof Ruy Serra das Sakrament der Priesterweihe für das Bistum São Carlos.
Papst Pius XII. ernannte ihn am 8. Mai 1981 zum Bischof von Campo Mourão. Der Apostolische Nuntius in Brasilien, Erzbischof Carmine Rocco, spendete ihm am 29. Juni desselben Jahres die Bischofsweihe; Mitkonsekratoren waren Ruy Serra, Bischof von São Carlos, und dessen Koadjutor Constantino Amstalden. 